# Општина Сакалаз
Општина Сакалаз (рум. Săcălaz) је сеоска општина у округу Тимиш у западној Румунији. Општина је значајна по присутној српској националној мањини у Румунији, која је данас малобројна, али и даље присутна (2,5% становништва).

## Природни услови
Општина Сакалаз се налази у источном, румунском Банату, близу Темишвара. Општина је равничарског карактера. Јужним делом општине протиче Бегеј.

## Становништво и насеља
Општина Сакалаз имала је према последњем попису 2002. године 6.273 становника.
Општина се састоји из 3 насеља:
- Велики Берексов
- Немет
- Сакалаз - седиште општине

## Срби у општини
Срби у општини чине 2,5% становништва општине и живе искључиво у насељу Немет, где су у мањини. Остатак су првенствено Румуни - преко 90%.